# Distretto di Tômôrbulag
Il distretto di Tômôrbulag è uno dei ventitré distretti (sum) in cui è suddivisa la provincia del Hôvsgôl, in Mongolia. Conta una popolazione di 4.174 abitanti (censimento 2009). 